# Aleuroclava similis
Aleuroclava similis är en insektsart som först beskrevs av Takahashi 1938.  Aleuroclava similis ingår i släktet Aleuroclava, och familjen mjöllöss. Arten är reproducerande i Sverige.